# Vlaamse Volkspartij (1977)
De Vlaamse Volkspartij (VVP) was een Vlaamse politieke partij en was een van de ideologische voorlopers van het Vlaams Blok en Vlaams Belang. De partij werd opgericht op 19 november 1977 te Dilbeek door onder anderen Lode Claes, Pieter Bocken en Roeland Raes uit onvrede omtrent de goedkeuring van het Egmontpact door de Volksunie.
Naast de groep rond Lode Claes vormde zich een tweede groep rond Karel Dillen. De bakermat van de VVP bevond zich voornamelijk in Brussel, die van de VNP eerder in Antwerpen. Tussen beide groepen startte gesprekken die echter aanvankelijk op niets uitdraaien. Lode Claes, senator en voormalig topman uit het bedrijfsleven, was de idee genegen een brede liberaal/conservatieve partij uit te bouwen waarin een ruimere waaier aan opvattingen aan bod zou komen. Niet separatisme was het doel maar de "valorisering" van de democratische Vlaamse meerderheid. Hiermee werd bedoeld dat de Vlamingen moesten durven om hun meerderheidspositie te gebruiken in de politieke besluitvorming. Waar nodig diende men het conflictmodel te hanteren in plaats van het consensusmodel waarbij Vlaamse verzuchtingen door de Franstalige minderheid geneutraliseerd werden. Karel Dillen wilde echter een radicale nationalistische partij uitbouwen.
Op het allerlaatste moment besloten beide partijen om toch gezamenlijk naar de parlementsverkiezingen van 17 december 1978 te trekken, hoewel de stijl, de aanhang en het ideeëngoed van beiden verschilden. Beide partijen waren immers van mening dat de tegenstanders van het Egmontpact front moesten vormen en vreesden dat een verdeeld optreden tot een mislukking zou leiden. Ze kozen hierbij voor de naam "Vlaams Blok", dewelke teruggaat op de historische verkiezingsdeelname van de partij Vlaams Nationaal Verbond (VNV) met aantal onafhankelijken die de naam "Vlaamsch Nationaal Blok" gebruikten bij de parlementsverkiezingen van 1936.
Het kartel Vlaams Blok behaalde 1,37% van de stemmen en scoorde voornamelijk goed in Antwerpen (3,6%), Aalst (3,1%), Gent (2,1%) en Brussel (1,9%). Hierdoor werd Karel Dillen verrassend verkozen en kreeg hij plots extra macht binnen het kartel. Lode Claes blies hierop volgend het kartel op, maar kon met deze beslissing niet rekenen op de volledige steun van zijn achterban. De groep rond Roeland Raes besloot daarop de VVP te verlaten en om samen met de VNP een gestructureerde samenwerking op te zetten in de vorm van een nieuwe partij die de naam van het kartel overnam: Het Vlaams Blok als partij was geboren.
De uitgedunde VVP zou nadien nog deelnemen aan de Europese parlementsverkiezingen van 10 juni 1979, maar behaalde daarbij een teleurstellend resultaat dat meteen het einde van de partij betekende.
Gerelateerde onderwerpen: Partijprogramma · 70-puntenplan · Cordon sanitaire · Racismeklacht
1. ↑  Lode Claes en de Vlaamse Volkspartij, Kristof van De Vijver, UGent, 2012